# وروهم
وروهم (به آلمانی: Wrohm) یک شهر در آلمان است که در دیمارشن واقع شده‌است. وروهم ۷۳۸ نفر جمعیت دارد.